# C/2020 F8 (SWAN)
C/2020 F8 (SWAN) — комета, открытая австралийским любителем астрономии Майклом Маттиаццо на снимках, полученных 25 марта 2020 года камерой SWAN (Solar Wind ANisotropies) орбитальной космической обсерваторией SOHO (Solar Heliospheric Observer). Комета находилась вблизи диапазона видимости невооружённым глазом, и стала одной из самых ярких весной 2020 года.
C/2020 F8 (SWAN) происходит из облака Оорта. В свете сумерек комету SWAN трудно найти с помощью 50-мм бинокля, хотя она всё ещё находится вблизи теоретического диапазона видимости невооружённым глазом. Комета потускнела с 3 мая[уточнить]. Что касается перигелия, комета очень рассеянна, не имеет видимого ядра и не является кометой, которую заметят неопытные наблюдатели. Вполне вероятно, что комета распалась.
В момент открытия комета C/2020 F8 перемещалась в созвездии Журавля и наблюдать её в северном полушарии было нельзя. По мере приближения небесного тела к Солнцу её яркость стремительно росла. Одновременно с этим у кометы появился достаточно большой и красивый хвост, который во второй половине мая 2020 года должен стать ещё длиннее и ярче.
Сейчас C/2020 F8 движется из южного полушария небесной сферы в северное. В начале мая 2020 года комета вышла из созвездия Кита и перешла в созвездие Рыб. В середине мая она коснулась края созвездия Овна и перешла в созвездие Треугольника. 13 мая 2020 года комета пролетела вблизи Земли на расстоянии 83,3 млн км. В двадцатых числах мая того же года она должна уйти в созвездие Персея, а в самом конце месяца — переместиться в созвездие Возничего.

## Наблюдение

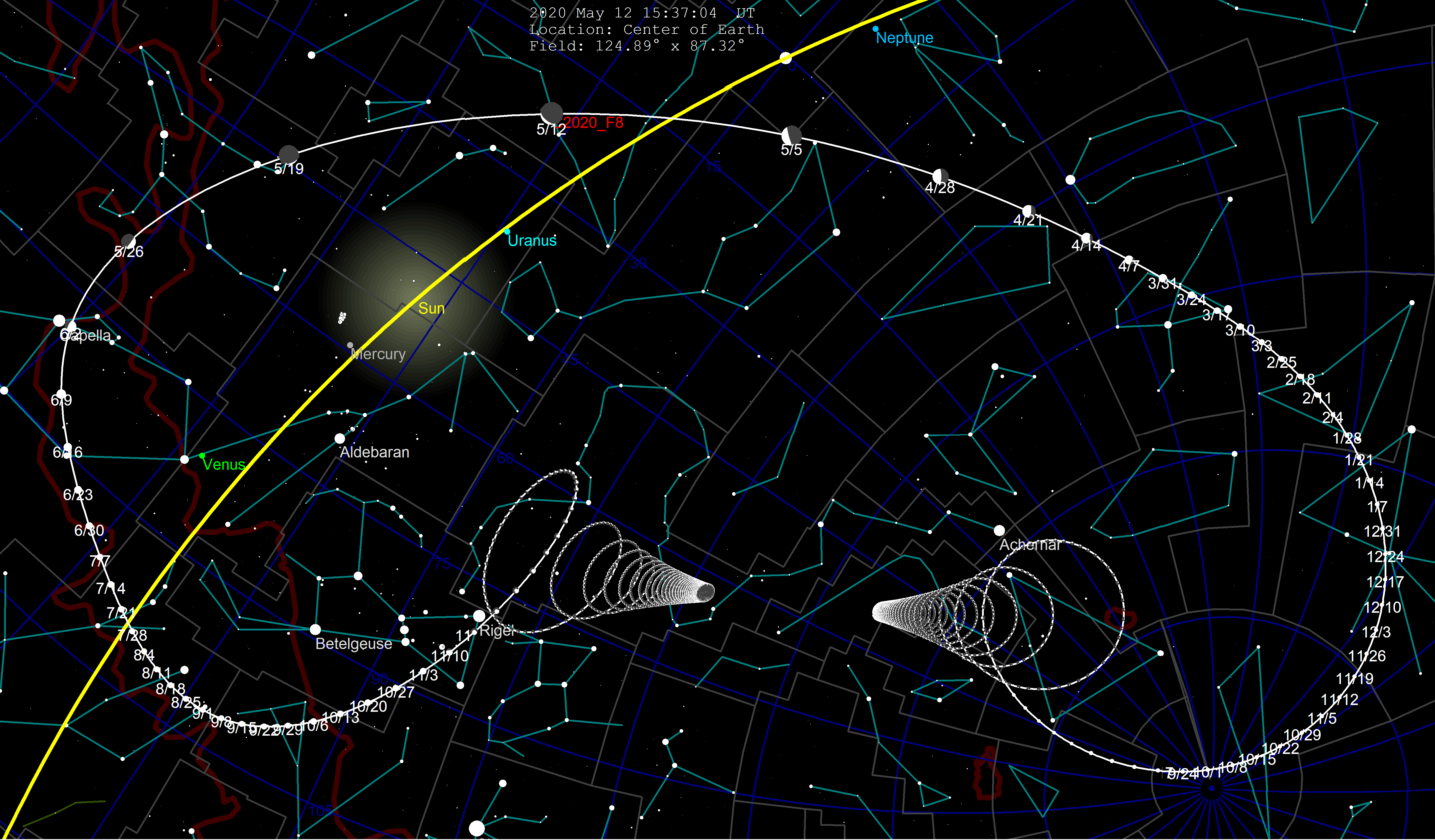
Небесная траектория с 7-недельными маркерами

Расстояние 0,8 а.е. (120 млн. км) от Земли в созвездии Персея и менее 25 градусов от Солнца. Она имеет видимую величину 7 и слишком рассеяна, чтобы её можно было увидеть невооружённым глазом даже из тёмного места. Комета также скрыта от яркого света сумерек, зодиакального света и угасания атмосферы. Первоначально её было лучше всего видно из южного полушария. Ожидалось, что она достигнет 3-й величины в мае, но теперь ожидается, что она будет ближе к 6-му значению. В любом случае, она будет близка к бликам сумерек. Прошла через небесный экватор 7 мая, затем направилась на север и 20 мая находилась рядом со звездой 2-й величины Алголь. В северном полушарии её лучше всего было наблюдать в конце мая, когда она находилась около звезды Капелла.

## Орбита
Центр малых планет первоначально причислил орбиту к параболическим. На основании короткой 18-дневной дуги наблюдения JPL указала комету как гиперболическую с эксцентриситетом 1,0009 ± 0,001, но для уточнения неопределённостей потребовалась более длинная дуга наблюдения чтобы либо подтвердить её гиперболическую траекторию, либо определить её орбитальный период в тысячи или миллионы лет. С 40-дневной дугой наблюдения теперь известно, что она пришла из облака Оорта по гиперболической траектории и что исходящая орбита будет ~ 11 000 лет.
12 мая 2020 года комета прошла на расстоянии около 0,56 а. е. (84 млн км) от Земли. 27 мая 2020 года комета достигла перигелия 0,43 а. е. (64 млн км) от Солнца.